# Церква Святого Йосафата (Львів)
Церква святого Йосафата — чинна греко-католицька церква у Львові, на вулиці Замарстинівській, 134. Колишній костел святого Франциска Ассізького отців капуцинів (РКЦ). Місце перебування мощей (останків) блаженного УГКЦ Миколая Чарнецького.

## Історія
Під кінець XIX століття з'явились перші плани відновити у Львові присутність капуцинів. У XVIII столітті тут вже діяв монастир цього ордену, скасований під час йосифінських реформ. Ідею повернення капуцинів підтримав львівський суфраган Юзеф Вебер і настоятелька жіночого монастиря францисканок Марія Моравська. Існували пропозиції передати орденові костел святого Войцеха, а також будівництва монастиря на вулиці Зеленій. Архієпископ Юзеф Більчевський запропонував оселити їх під Львовом у селі Замарстинові, що і було прийнято в кінцевому результаті. Радою замарстинівської ґміни було подаровано півтора морги землі, на якій збудовано тимчасову дерев'яну церкву. Тогочасний Замарстинів належав до парафії при костелі святого Мартина. 1912 року частину Замарстинова, а також сіл Голоско Велике і Голоско Мале виділено у окрему експозитуру, яка 1921 року отримала статус парафії. 1937 року додано територію гміни Збоїща, яка до того належала до малехівської парафії.

## Хронологія будівництва
3 червня 1904 року гвардіан Рудольф Фіцовський освятив наріжний камінь будинку келій, а 12 червня того ж року перший дефінітор Броніслав Степек освятив камінь для церкви. За проектом будівничого Зигмунта Крикевича збудовано однонавову дерев'яну каплицю, освячену в ім'я святого Франциска Ассізького. В каплиці нараховувалось три вівтарі. Неподалік розмістився скромний шестиосьовий глинобитний монастирський будинок, збудований 1905 року.
Близько 1909 року обговорювались плани спорудження нового костелу. Існуюча ділянка була багниста, що могло вилитись у значне здорожчання будівництва. Було навіть знайдено відповідну ділянку у Голоску Великому, однак до купівлі так і не дійшло. 1918 року через фінансові складнощі капуцини розглядали можливість припинити свою діяльність на цьому терені і перевестись до Королівства Польського. З 1921 року походять перші ескізи костелу архітектора Яна Кароля Зубжицького (існує також хибна версія про те, що проект створено ще 1903 року). 1924 року створено комітет будівництва костелу, очолюваний президентом ґміни Замарстинова Мартином Войнаровичем. Наріжний камінь освячено 19 липня 1925 року, коли вже був завершений фундамент. Того ж року ґміна подарувала ще одну ділянку. У 1927 році розпочато зведення монастирського будинку також за проектом Зубжицького, проект модифіковано керівником будівництва Франциском Квецінським. 1929 року Квецінський помер і на його місце запрошений будівничий Станіслав Кондера. 5 листопада 1930 року, костел було освячено архієпископом Болеславом Твардовським. У 1932—1933 роках збудовано парафіяльний дім за проектом Вавжинця Дайчака.
Будівництво дерев'яної каплиці повністю профінансовано капуцинською провінцією. Більшість предметів церковного начиння подаровано мешканцями Замарстинова. На будівництво мурованої церкви складено багато пожертв, зокрема і від юридичних осіб. Великими жертводавцями були: магістрат Львова, Львівська митрополича курія, Галицька ощадна каса, Банківський союз, Земське кредитне товариство, фірма «Oikos», фабрика «Tlen», фабрика шкіряних виробів «Nowość», дріжджева фабрика з Лисинич. Із приватних осіб найбільше долучився Роман Франк — заступник директора санаторію в Криниці.

## Архітектура

### Опис
Монастирський комплекс складається з церкви, монастиря і парафіяльного будинку. Знаходиться у північній частині Львова (Шевченківський район). Земельна ділянка неправильної форми, із півночі обмежена нинішньою вулицею Лінкольна, а з півдня — Замарстинівською. Церква зорієнтована на осі схід-захід із входом із заходу (від вулиці Замарстинівської). Будівля монастиря в плані близька до літери П примикає до церкви із півдня. На північний схід від церкви знаходиться окремо збудований дім парафії. Церква мурована, збудована з цегли та каменю, тинькована лише із середини. Монастир цегляний, тинькований. Парафіяльний будинок цегляний нетинькований.
Церква у плані тринавна із видовженим презбітерієм. Центральна нава значно вища від бічних, перекрита двома квадратними в плані пряслами склепінь і одним коротким пряслом, під яким влаштовано хори. Кожна з двох бічних нав перекрита п'ятьма пряслами. Презбітерій нижчий за головну наву і дещо вужчий, прямокутний у плані. До північної бічної нави примикає квадратна в плані колишня каплиця св. Антонія. До північно-західного наріжника фасаду примикає восьмигранна невисока вежа, із гвинтовою сходовою кліткою, що веде на хори.
Простір церкви на нави ділять два ряди колон та філярів. Філярам відповдає поділ на прясла головної нави. Бічні нави мають у два рази коротші прясла, яким відповідають почергово піястри і філяри.

### Проблема стилю
Автор проекту архітектор Ян Кароль Зубжицький був зокрема педагогом і мистецтвознавцем. Реалізуючи незліченну кількість церков на теренах Польщі, він активно пропагував власну концепцію так званого «Зиґмунтовського стилю», що полягав у застосуванні ренесансних, маньєристичних і барокових форм із певними елементами середньовічної (готичної і романської) архітектури.
Церква на Замарстинові значною мірою відповідає ідеям Зубжицького останньої фази його творчості. На кінець 1920-х років такі «історизуючі» форми сприймались як архаїзм. Можливо це породило поширену в літературі думку, що проект було виконано значно раніше — у 1904 році. Така на перший погляд архаїчність мало бентежила Зубжицького, який послідовно втілював ідеї автентичної, на його погляд, польської архітектури. Характерно, що паралельно було збудовано парафіяльний дім у стилі функціоналізму, що цілком відповідало тодішнім тенденціям в архітектурі. Ймовірно на цьому ґрунті навіть назрів конфлікт між архітектором і монахами, які намагались втрутитись у деталі проекту (багато що їм таки вдалось змінити). До конфлікту ймовірно спричинились також суперечності із керівником будівництва Квецінським і неохочість монахів до виплати гонорарів архітектору. Можливо через це, спроектований Зубжицьким вівтар уже не був прийнятий до реалізації.

## Внутрішній вистрій
1927 року Ян Кароль Зубжицький розробив проект головного вівтаря, який не було реалізовано. Натомість майстром Яном Войтовичем було створено інший одноярусний необароковий вівтар із темного дерева. У церкві було три дзвони названі «Александер» (найбільший), «Св. Чеслав» (середній) і «Св. Юзеф» (найменший), відлиті львівською фірмою Рудольфа Матейселя навесні 1930.

## Сучасний стан
До нашого часу не дійшла частина фресок церкви, знищена в радянський час. 1990 року церкву передано Українській греко-католицькій церкві і освячено в ім'я святого Йосафата. Нині церквою опікуються ченці ордену редемптористів. Інтер'єр достосований до потреб східного обряду, виконано нові розписи. Виконано ремонт, під час якого перебудовано захристію і прибудовано одноповерховий анекс. Колишній монастир перетворено на житловий будинок. Головний вхід на західному фасаді перетворений на вікно. Колишній дім парафії добре збережений, так і не був потинькований. 2011 року розпочато його перебудову.

## Останки блаженного Миколая Чарнецького
До церкви після проголошення його блаженним з Личаківського цвинтаря було перенесено останки єпископа УГКЦ М. Чарнецького.

## Світлини

Іконостас
Головна нава
Бічна нава
Інтер'єр церкви
Колишній парафіяльний дім під час перебудови (2011)
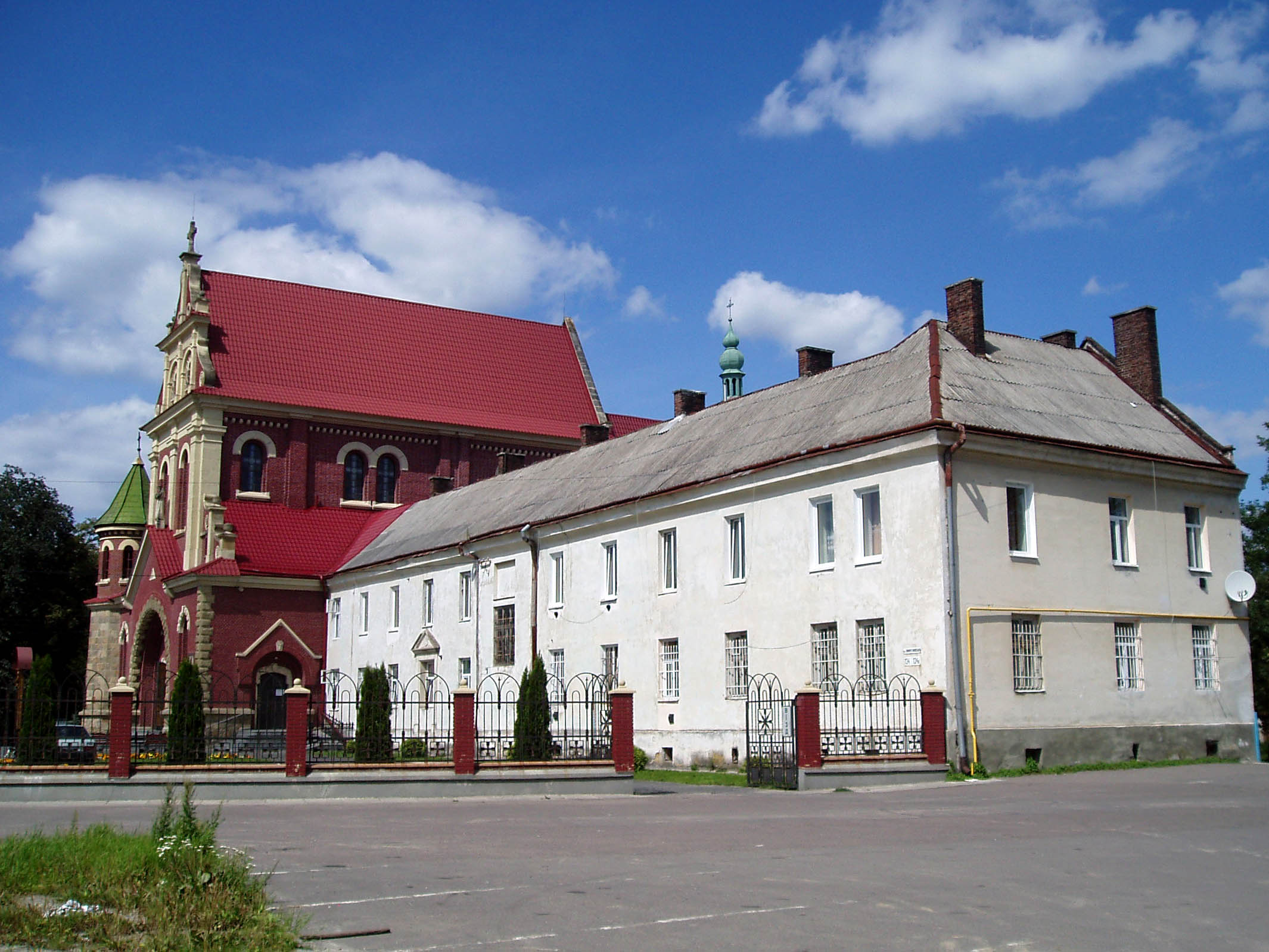
Монастирський будинок, що примикає до церкви з півдня
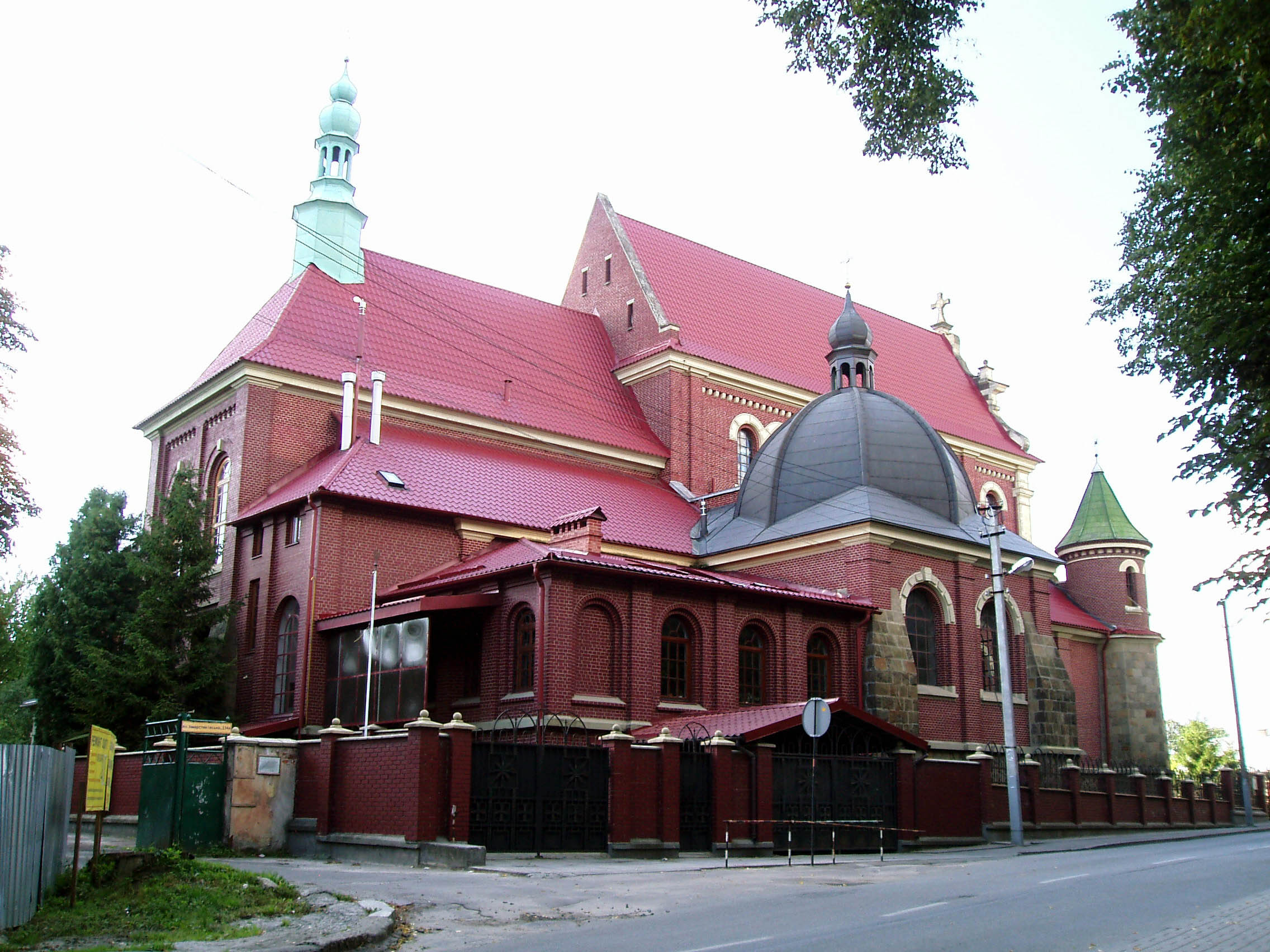
Зворотня сторона церкви
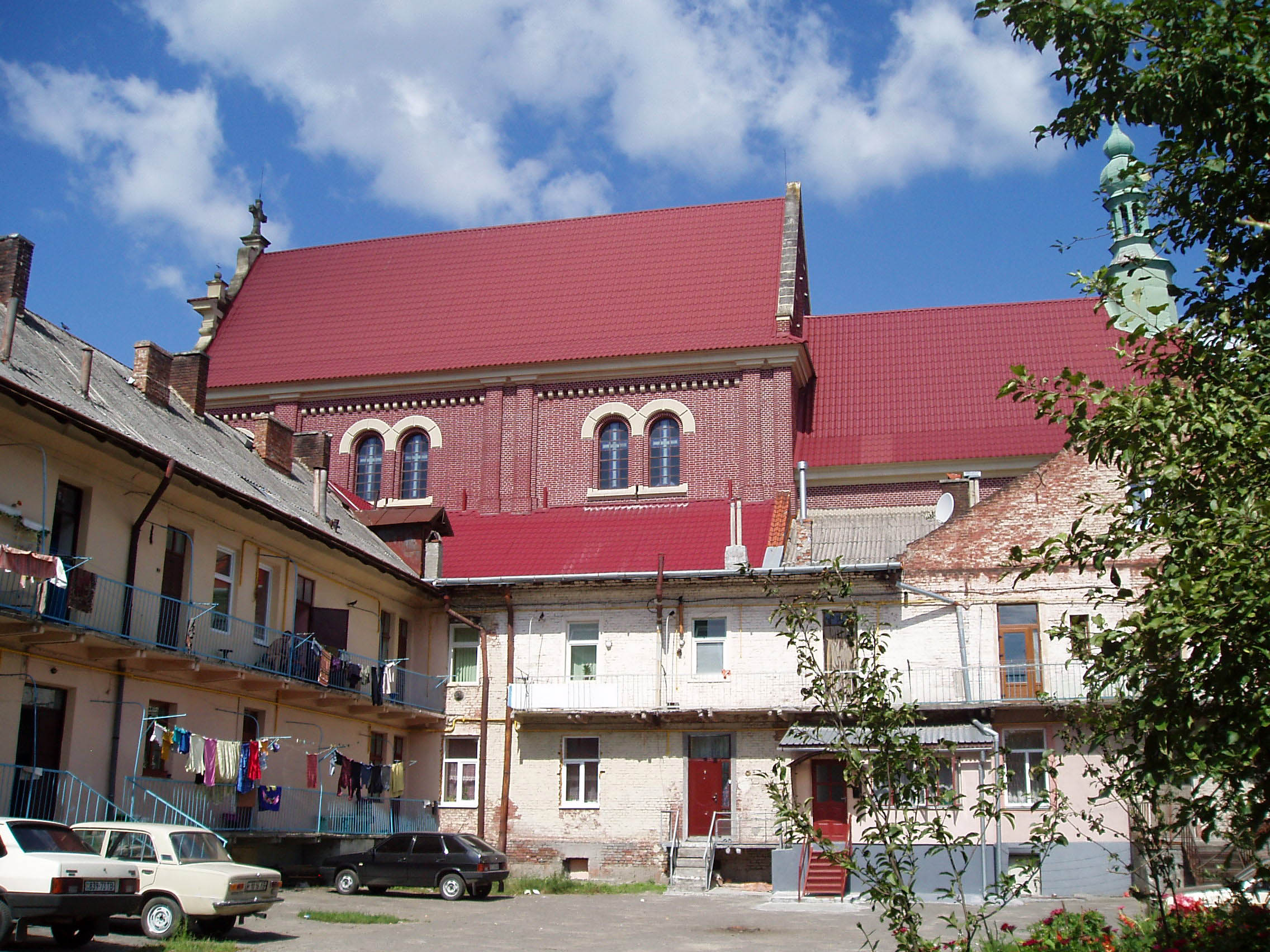
Монастирські приміщення використовуються як житло (2011)
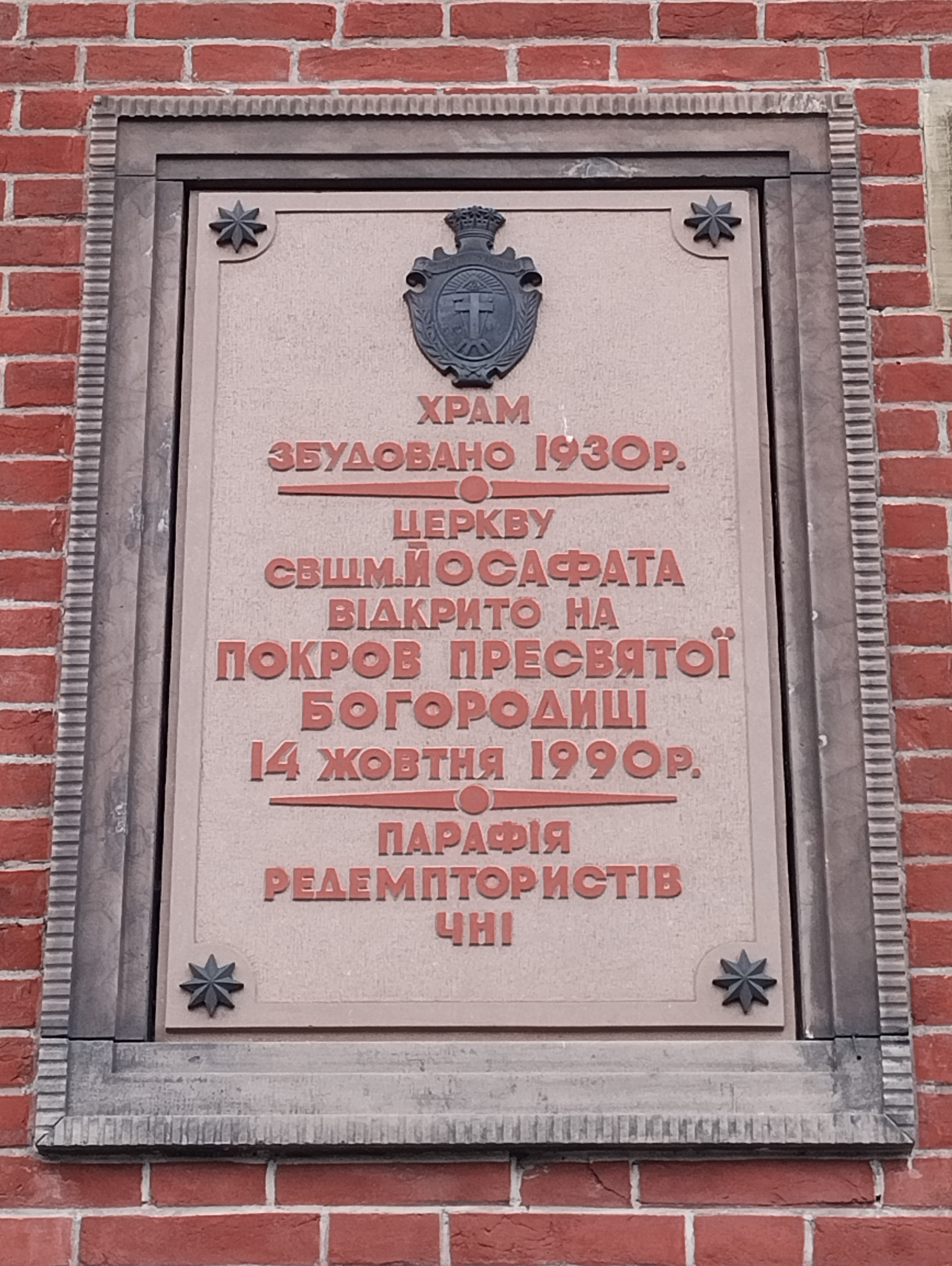
Інформаційна табличка
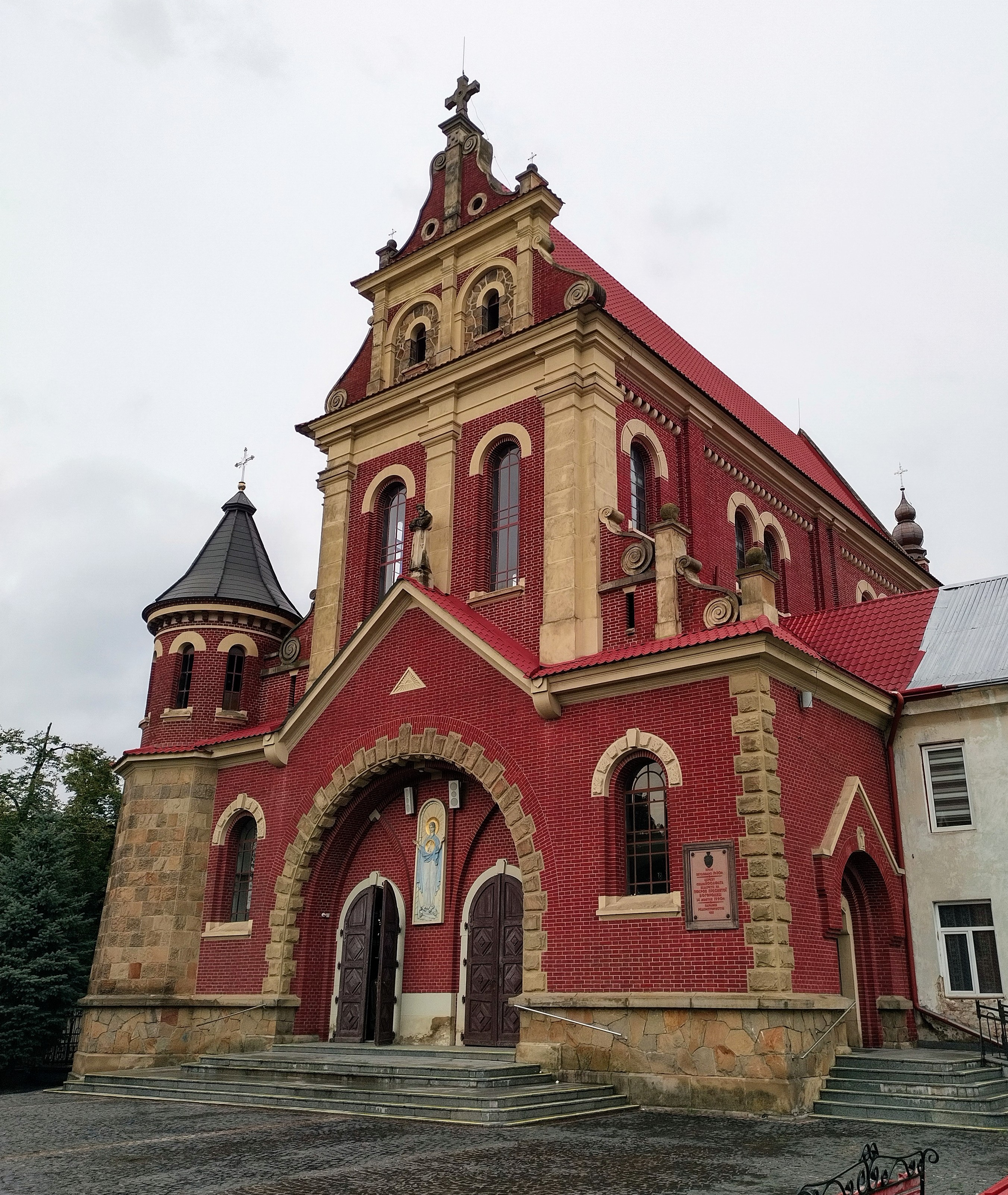
Головний вхід до церкви